# Boeing Everett Factory

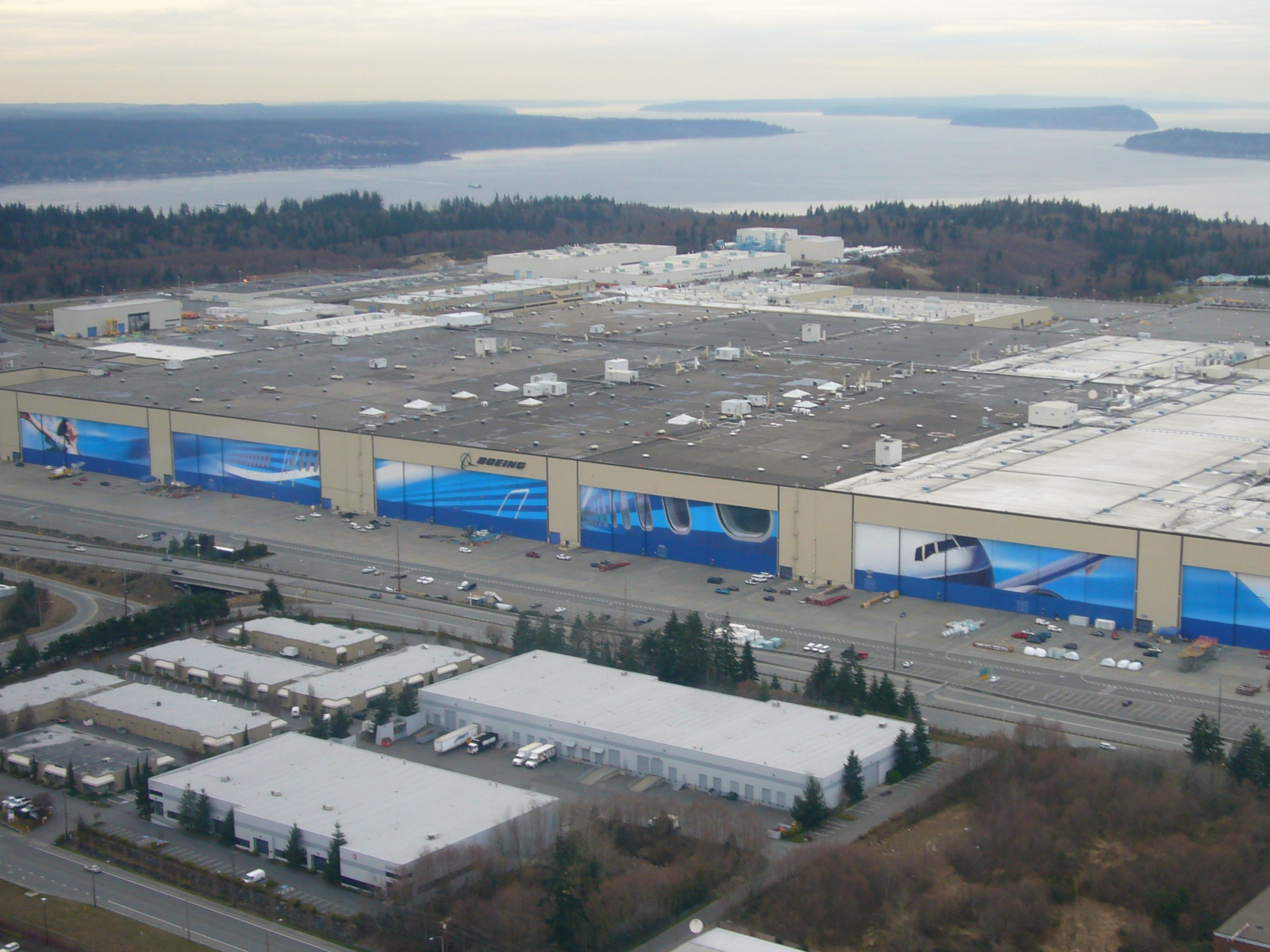
Boeing Everett Factory – największy budynek na świecie pod względem objętości i powierzchni

Boeing Everett Factory – zakład montażowy firmy Boeing położony w Everett w stanie Waszyngton w USA. Znajduje się w północno-wschodnim rogu lotniska Paine Field. Jest największym budynkiem na świecie pod względem objętości (13 385 378 m³) i powierzchni (399 480 m²). Jest to miejsce, w którym montowane są Boeingi 777 i 787.
Plany wobec fabryki zostały po raz pierwszy ogłoszone w 1966 roku; miało to być wówczas miejsce budowy 747 po tym, jak Boeing podpisał kontrakt z Pan American World Airways wart 525 mln USD na budowę 25 samolotów Boeing 747. Nabył on 780 akrów ziemi na północ od mało używanego lotniska wojskowego Paine Field. W 1968 roku fabryka zaczęła oferować wycieczki oprowadzające po produkcji 747. W fabryce znajduje się oddział BECU, 6 Tully's Coffee (jedna z nich znajduje się w centrum dostaw) i jeszcze kilka innych kawiarni. Po drugiej stronie lotniska położony jest Boeing Store, teatr i Future of Flight Aviation Center & Boeing Tour, które organizuje wycieczki po fabryce.

## Produkowane samoloty

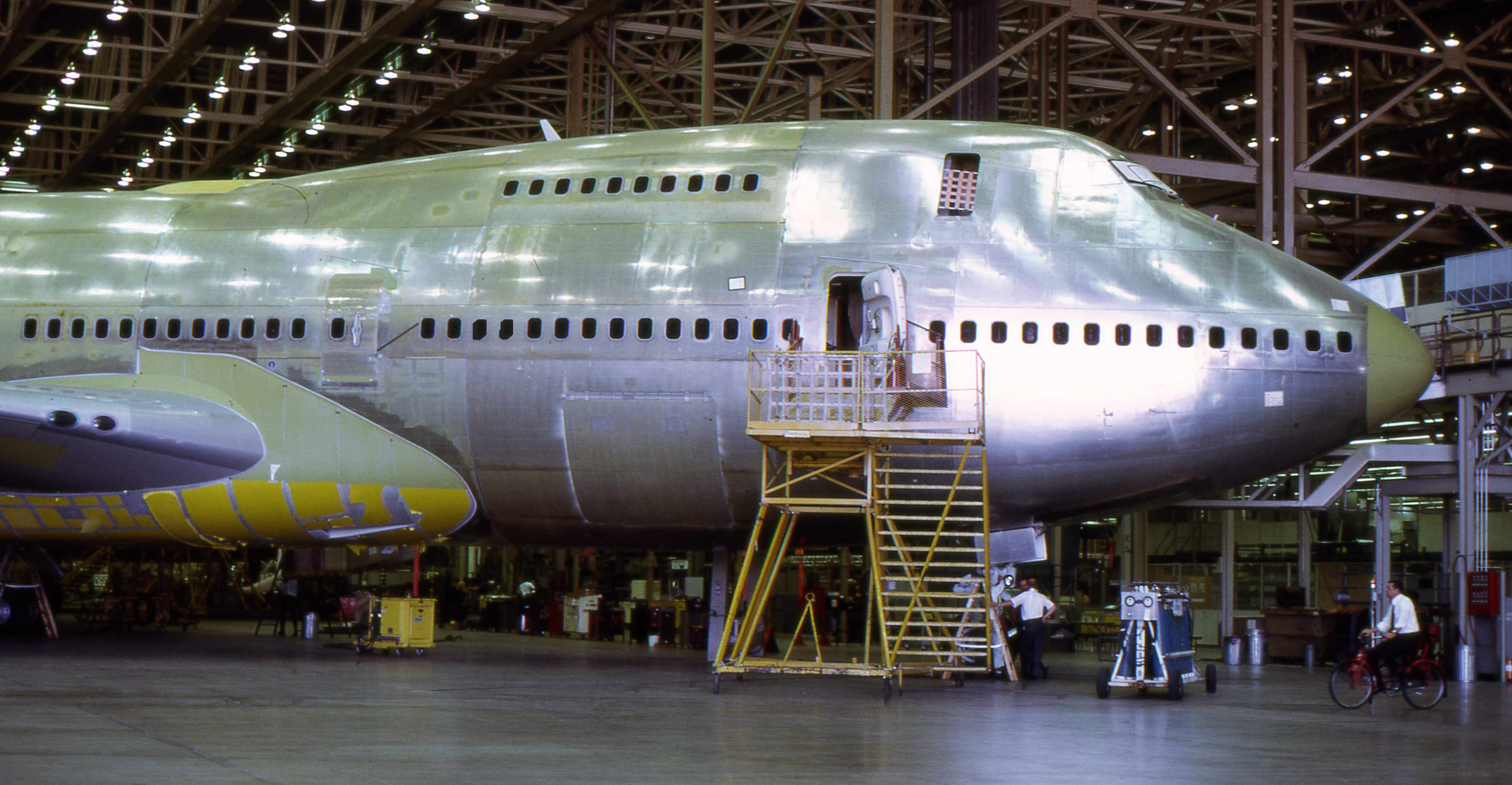
Boeing 747-200 na linii montażowej w 1972 roku

Boeing 747 był pierwszym samolotem szerokokadłubowym, który został zbudowany w fabryce. Boeing Everett Factory został oryginalnie wzniesiony właśnie w celu montażu 747, ponieważ w fabryce w Seattle nie było już wolnego miejsca. Od 2010 roku produkuje się tu Boeinga 747-8.
Boeing 767 jest średniodystansowym samolotem pasażerskim. Zaprojektowano go do przewozu od 181 do 375 osób. Oryginalny 767-200 i podwójnie wydłużony 767-400 nie są już w produkcji.
W produkcji pozostają:
- Boeing 767-200ER
- Boeing 767-300
- Boeing 767-300ER
- Boeing 767-300F

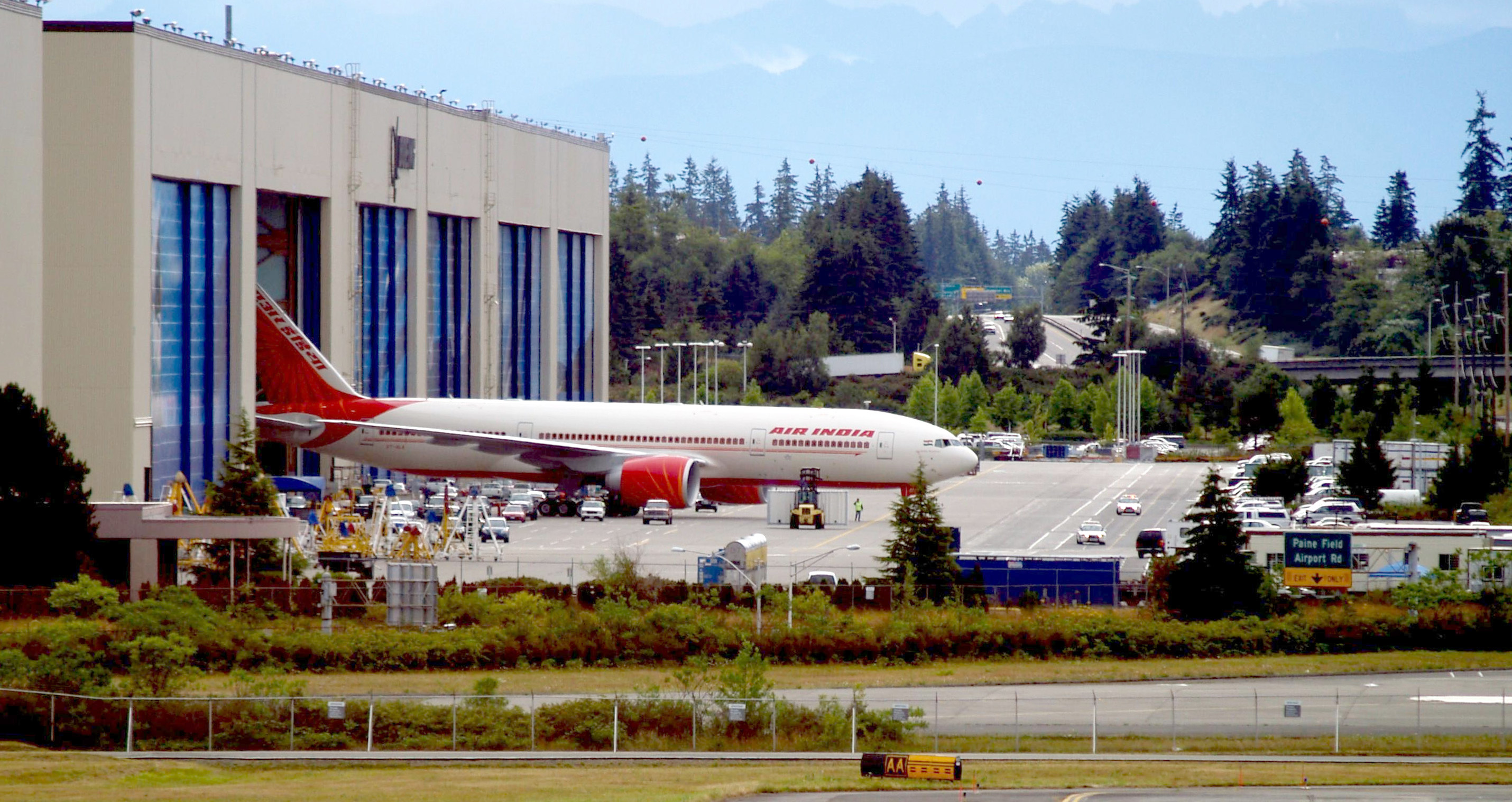
Boeing 777-200LR linii Air India podczas wyjazdu z fabryki

Boeing 777 jest szerokokadłubowym samolotem pasażerskim. Zaprojektowano go w celu załatania luki w ofercie Boeinga pomiędzy 767 i 747.
Obecnie produkuje się cztery z sześciu zaprojektowanych wariantów:
- Boeing 777-200ER
- Boeing 777-200LR
- Boeing 777-300ER
- Boeing 777F

Boeing 787, którego produkuje się od 2010 roku, dostępny jest w dwóch wariantach: 787-8 i 787-9.
Boeing 787 wyposażany jest w różne silniki:
- Rolls-Royce Trent 1000
- General Electric GEnx1B